# Limonia phragmitidis
Limonia phragmitidis là một loài ruồi trong họ Limoniidae. Chúng phân bố ở miền Cổ bắc.